# Walter Siebel

Walter Siebel (2001)

Walter Siebel (* 5. Oktober 1938 in Bonn) ist ein deutscher Soziologe und Hochschullehrer.

## Leben
Bis zum Abitur 1958 besuchte Siebel das Humboldt-Gymnasium Düsseldorf und studierte anschließend Maschinenbau, Volkswirtschaftslehre und Soziologie an der RWTH Aachen, der Universität Köln, der Rheinischen Friedrich-Wilhelms-Universität Bonn, der New York University und der Johann Wolfgang Goethe-Universität Frankfurt am Main. 1968 erhielt er sein Diplom in Soziologie.
Von 1969 bis 1971 war er Assistent bei Manfred Teschner am Institut für Soziologie an der Technischen Hochschule Darmstadt, danach wissenschaftlicher Mitarbeiter am Institut Wohnen und Umwelt in Darmstadt. 1974 erfolgte seine Promotion an der Technischen Hochschule Darmstadt. Seit 1975 ist Siebel Professor für Soziologie an der Carl von Ossietzky Universität Oldenburg, sein Schwerpunkt dabei ist die Stadt- und Regionalforschung.
Er ist seit 1990 Mitglied der Deutschen Akademie für Städtebau und Landesplanung und seit 2003 Mitglied im Beirat des Bundesministeriums für Verkehr, Bau- und Stadtentwicklung. Siebel wurde 2003 mit dem Schader-Preis ausgezeichnet.

## Schriften (Auswahl)
- (Hg. mit Heik Afheldt, Wolfgang Schultes und Thomas Sieverts): Werkzeuge qualitativer Stadtforschung, Gerlingen 1984, ISBN 978-3883505954.
- (mit Hartmut Häußermann): Neue Urbanität, Frankfurt am Main 1987, ISBN 978-3518114322.
- (mit Hartmut Häußermann): Dienstleistungsgesellschaften, Frankfurt am Main 1995, ISBN 978-3518119648.
- (mit Hartmut Häußermann): Soziologie des Wohnens. Eine Einführung in Wandel und Ausdifferenzierung des Wohnens, 1996, ISBN 3-779903954.
- (Hg): Die Europäische Stadt, Frankfurt am Main 2004, ISBN 978-3518123232.
- (mit Hartmut Häußermann): Stadtsoziologie: Eine Einführung, Frankfurt am Main 2004, ISBN 978-3593374970.
- (Hg. mit Hartmut Häußermann und Martin Kronauer): An den Rändern der Städte: Armut und Ausgrenzung, Frankfurt am Main 2004, ISBN 978-3518122525.
- (mit Hartmut Häußermann und Dieter Läpple): Stadtpolitik, Frankfurt am Main 2007, ISBN 978-3518125120.
- Die Kultur der Stadt (edition suhrkamp Band 2698), Suhrkamp, Frankfurt am Main 2015, ISBN 978-3-518-12698-1.
- Aufsatz: Ist Nachbarschaft heute noch möglich?, in: Daniel Arnold (Hg.): Nachbarschaft, München 2009, ISBN 978-3766718174.
- Aufsatz: Die Welt lebenswerter machen. Stadtplanung als Gesellschaftspolitik, Mittelweg 36 (Zeitschrift des Hamburger Instituts für Sozialforschung) Ausgabe 6/2009, ISBN 978-3936096477.